# Вільяр-де-Пласенсія
Вільяр-де-Пласенсія (ісп. Villar de Plasencia) — муніципалітет в Іспанії, у складі автономної спільноти Естремадура, у провінції Касерес. Населення — 227 осіб (2010).
Муніципалітет розташований на відстані близько 210 км на захід від Мадрида, 80 км на північ від Касереса.

## Демографія
Динаміка населення (INE ):

## Галерея зображень

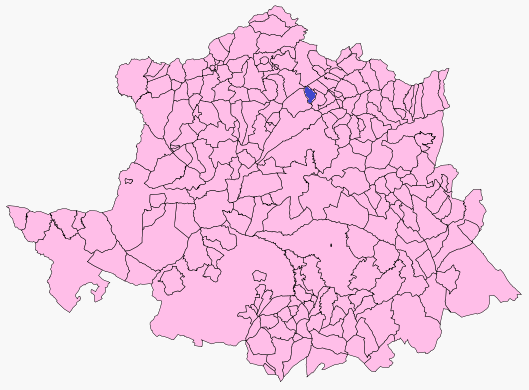
Розташування муніципалітету у провінції Касерес